# Christoffer Eriksson (travkusk)
Christoffer Joakim Eriksson, född 17 december 1987, är en svensk travtränare och travkusk. Eriksson har sin bas, Stall CE, på hästgården Lottentorp utanför Sjöbo i Skåne län, där han tränar ett 50-tal hästar (2018). Hans hemmabana är Jägersro, vilken han även blev kuskchampion på 2016, 2017 och 2018.
Utöver den egna tränarrörelsen, är han verksam som "catch driver" och anlitas som kusk av tränare som Jerry Riordan, Robert Bergh och Tomas Malmqvist. Han har kört hästar som Twister Bi, Treasure Kronos, Vamp Kronos, Spring Erom och Diamanten. Han blev Sveriges fjärde vinstrikaste och sjätte segerrikaste kusk säsongen 2017, vilket är hans hittills bästa resultat. Han tilldelades utmärkelsen "Årets Kusk" för sina framgångar under 2017.

## Karriär

### Tidig karriär
Eriksson har varit travintresserad sedan barndomen. Under gymnasietiden studerade han vid hästgymnasiet på Jägersro. Efter studenten blev Eriksson anställd hos Tomas Malmqvist och senare Lutfi Kolgjini. 2010 startade han sin egen verksamhet som travtränare och kusk. De första framgångarna kom med hästen Lovely Face, med vilken han slutade på tredjeplats i Svensk uppfödningslöpning den 20 november 2010 på Jägersro. Han kom även på andraplats i 2012 års upplaga av Svensk uppfödningslöpning med hästen Nugget's Face. Den 25 oktober 2012 på Åbytravet vann han Breeders' Crown för tvååringar med Nugget's Face.

### Säsongerna 2015–2017
Under säsongen 2015 vann han bland annat Breeders' Crown för treåriga ston med Treasure Kronos. Under säsongen 2016 vann han bland annat Stosprintern med Treasure Kronos samt långa E3-finalen för ston med Uncertain Age. Han körde även sin första upplaga av Stochampionatet på Axevalla travbana, där han kom tvåa med Kryssa Futura. År 2016 var även första gången som han deltog i en final av Svenskt Travderby, som kusk till Pajas Face. Ekipaget slutade oplacerade.
Den 25 december 2016 fick Eriksson chansen att köra Treasure Kronos på Vincennesbanan i Paris i fyraåringsloppet Critérium Continental. Ekipaget vann loppet och detta blev duons hittills största seger sett till vinstsumman på 1 miljon kronor. Efter loppet fick Treasure Kronos även en inbjudan till 2017 års upplaga av Prix d'Amérique. Den 29 januari 2017 startade ekipaget i Prix d'Amérique, men slutade oplacerade bakom vinnaren Bold Eagle. Fem månader efter kuskdebuten i Prix d'Amérique, kuskdebuterade Eriksson även i Elitloppet. Detta i 2017 års upplaga den 28 maj på Solvalla, där han körde hästarna Spring Erom och Twister Bi i varsitt Elitloppsförsök. Det gick bäst tillsammans med Spring Erom, som efter en fjärdeplats i försöket kvalificerade sig för final. I finalen slutade ekipaget oplacerade.
Storloppsdebuterna under början av 2017 följdes upp med en framgångsrik sommarsäsong. Tillsammans med Spring Erom kom han bland annat på andraplats i Jämtlands Stora Pris den 10 juni. Tillsammans med Twister Bi segrade han i Oslo Grand Prix den 16 juni. Denna seger var hans dittills största kuskseger sett till vinstsumman på 1,6 miljoner kronor. Med Twister Bi kom han även på tredjeplats bakom Propulsion i Hugo Åbergs Memorial den 25 juli. Drygt tre veckor senare kom ekipaget på andraplats i Jubileumspokalen. Detta efter att ha travat utvändigt om loppets ledare Readly Express, som vann med en halslängd på det nya världsrekordet 1.09,9 över 2140 meter med autostart. Den 6 augusti kom han även på andraplats i Tyskt Travderby med Flying Fortuna.
Den 30 september tog han en andraplats i Europeiskt femåringschampionat med Treasure Kronos. Samma tävlingsdag slutade han även på fjärdeplats i Grand Prix l'UET, där han körde Gareth Boko, och på tredjeplats i Europeiskt treåringschampionat, där han körde Flying Fortuna. Säsongens största framgång kom dock den 14 oktober på Yonkers Raceway i New York då han vann VM-loppet International Trot med Twister Bi. Vinstsumman om 500 000 amerikanska dollar gör detta till Erikssons största seger. Segern togs på tiden 1.10,7 över 2011 meter, vilket innebar nytt världsrekord över medeldistans på 800 meters bana.
Totalt tog Eriksson 174 kusksegrar under säsongen 2017 och körde in 27,7 miljoner kronor, siffror som gjorde honom till Sveriges fjärde vinstrikaste och sjätte segerrikaste kusk säsongen 2017, vilket är hans hittills bästa resultat. Med 51 segrar på 326 starter på Jägersro under 2017, blev han för andra året i rad även kuskchampion på sin hemmabana. Han vann utmärkelsen "Årets Kusk" vid Hästgalan den 23 februari 2018 för sina framgångar under 2017.

### Säsongerna 2018–2020
Den 5 maj 2018 segrade Eriksson i långdistansloppet Örebro Intn'l med Just Wait and See.
Under SM-dagen på Åbytravet den 13 oktober 2018 segrade Eriksson med Cash Crowe i Sto-SM. Han kom även tvåa i Svenskt Mästerskap med Cyber Lane, som han fick chansen att köra eftersom tränare Johan Untersteiner befann sig i USA för att köra Pastore Bob i VM-loppet International Trot.
Den 28 februari 2020 blev han medlem i tusenklubben, då han tog sin 1000:e kuskseger tillsammans med Jeans'n Passion på Kalmartravet, tränad av Dan-Åke Olsson.
Den 9 maj 2020 segrade Eriksson i Algot Scotts Minne, tillsammans med Rocco Spagnulo-tränade Cokstile. Ekipaget blev efter segern inbjudna till 2020 års upplaga av Elitloppet. I oktober 2020 framkom det att Propulsion, som skurit mållinjen som etta i Elitloppet, inte varit startberättigad i Sverige, då han nervsnittats innan han importerades till Sverige 2015. Det innebar att Propulsions 45 starter i Sverige ogiltigförklarades, resultatlistorna korrigerades och prispengarna återkrävs. Istället stod Cokstile och Christoffer Eriksson som ny segrare av loppet.

## Segrar i större lopp

### Grupp 1-lopp
| År   | Lopp                          | Häst            | Kusk                 | Tränare         | Vinstbelopp   |
| ---- | ----------------------------- | --------------- | -------------------- | --------------- | ------------- |
| 2015 | Breeders' Crown, 3-åriga ston | Treasure Kronos | Christoffer Eriksson | Jerry Riordan   | 800 000 SEK   |
| 2016 | E3-final, ston                | Uncertain Age   | Christoffer Eriksson | Tomas Malmqvist | 1 000 000 SEK |
| 2016 | Critérium Continental         | Treasure Kronos | Christoffer Eriksson | Jerry Riordan   | 240 000 EUR   |
| 2017 | Prix d'Etain Royal            | Twister Bi      | Christoffer Eriksson | Jerry Riordan   | 60 000 EUR    |
| 2017 | Konung Gustaf V:s Pokal       | Diamanten       | Christoffer Eriksson | Robert Bergh    | 976 880 SEK   |
| 2017 | Oslo Grand Prix               | Twister Bi      | Christoffer Eriksson | Jerry Riordan   | 1 500 000 NOK |
| 2017 | Sprintermästaren              | Diamanten       | Christoffer Eriksson | Robert Bergh    | 976 880 SEK   |
| 2017 | Ulf Thoresens Minneslopp      | Twister Bi      | Christoffer Eriksson | Jerry Riordan   | 750 000 NOK   |
| 2017 | International Trot            | Twister Bi      | Christoffer Eriksson | Jerry Riordan   | 500 000 USD   |
| 2020 | Elitloppet (2020)             | Cokstile        | Christoffer Eriksson | Rocco Spagnulo  | 3 000 000 SEK |
| 2022 | Finlandialoppet               | Cokstile        | Christoffer Eriksson | Erik Bondo      | 110 000 EUR   |